# Robert A. McClure

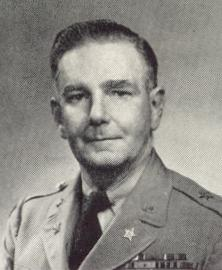
Robert A. McClure

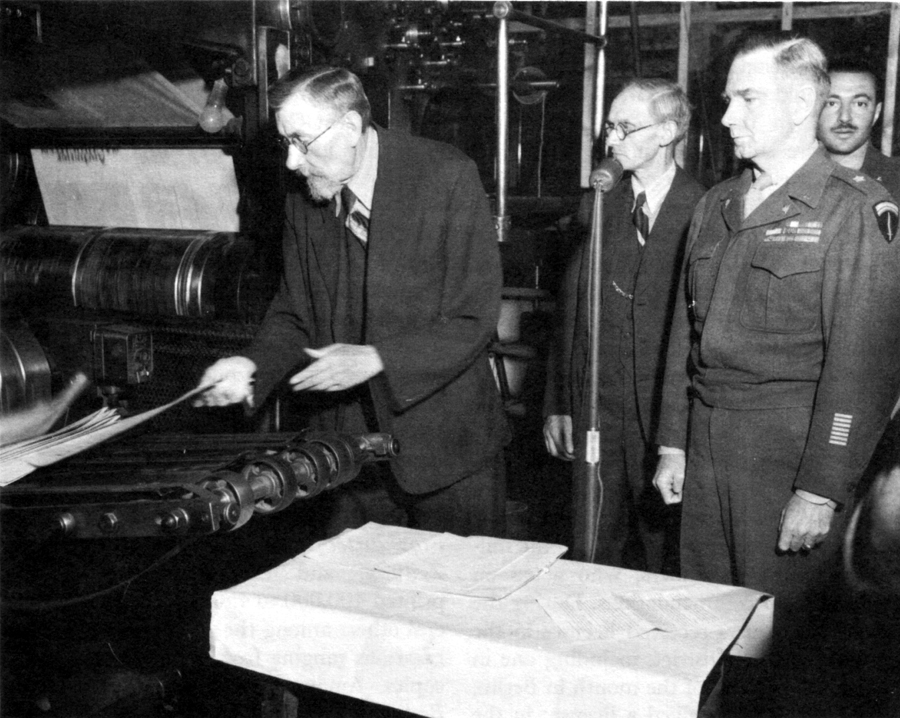
Mit Heinrich Hollands die erste Lizenzausgabe der Aachener Nachrichten 1945

Robert Alexis McClure (* 4. März 1897 in Matton, Illinois; † 1. Januar 1957 in Fort Huachuca, Arizona) war ein US-amerikanischer Militärangehöriger und Spezialist für Psychologische Kriegführung.
McClure graduierte 1915 am Kentucky Military Institute. Er trat in die Philippine Constabulary (PC), eine paramilitärische, US-amerikanische Polizeieinheit auf den Philippinen ein, bevor er 1917 zur United States Army wechselte. Bis zum Beginn des Zweiten Weltkrieges diente er 17 Jahre in verschiedenen Infanterie- und Service-Einheiten in China und den USA.

## Leben

### Zweiter Weltkrieg
1941 wurde McClure Brigadegeneral und Militärattaché der amerikanischen Botschaft sowie neun weiterer Exilregierungen in London. Im September 1942 ernannte ihn Dwight D. Eisenhower zum Geheimdienstchef des AFHQ für das European Theater (ETOUSA).
Im Zuge der Operation Torch war er im Dezember desselben Jahres in Nordafrika und etablierte die Information and Censorship Section mit 1500 Mitarbeitern. McClure führte dafür militärisches und Zivilpersonal von United States Office of War Information, Office of Strategic Services, U. S. Army (Psychological Warfare Branch) und dem britischen Political Warfare Executive zusammen.
Mit Abschluss der Feldzüge in Nordafrika und auf Sizilien ernannte ihn Eisenhower zum Direktor der Psychological Warfare Division (PWD) des SHAEF. Nach Kriegsende leitete McClure die zur Information Control Division umstrukturierte PWD zwecks Medienkontrolle in der Amerikanischen Besatzungszone. Im Sommer 1948 kehrte er in ähnlicher Funktion in die USA zurück. Nun war er Chef der Civil Affairs Division im New York Field Office zur Umorientierung und -erziehung der Populationen in den besetzten Ländern Deutschland, Österreich, Japan und Korea. Sein Vorgesetzter war Daniel Noce, Chef für Civil Affairs im Verteidigungsministerium der Vereinigten Staaten, der die Militärregierungen in den besetzten Ländern steuerte. Wie bereits im ICD Deutschland unterteilte McClure seine Einheit in die Abteilungen Presse, Magazine, Film, Radio, Theater, Musik, Kunst, Ausstellungen, Bibliotheken und Verlagsrechte.
In der Frühzeit des Kalten Krieges war McClure Chef der so genannten „Operation Iwan“, bei der durch intensives Studium des Sowjetlebens Anhaltspunkte für eine innersowjetische Propaganda gefunden werden sollten.

### Kalter Krieg
Nach dem Krieg wurde McClure Chef der Nachrichtenkontrollabteilung der amerikanischen Militärregierung von Deutschland, wobei er nun Strategien ausarbeiten sollte, um das russische Volk entsprechend den Interessen der USA zu gewinnen.
Neben dieser Tätigkeit arbeitete McClure im Zuge des aufkommenden Kalten Krieges an der Re-etablierung des PWD, was ihm allerdings erst zu Beginn des Koreakrieges bewilligt wurde. Nach seiner Empfehlung und mit ihm als Chef gründete die U.S. Army nun eine PWD aus dem Personal der ehemaligen Psychological Warfare Division,  die 1951 in OCPW (Office of the Chief of Psychological Warfare) umbenannt wurde. Aus einer der drei aufgestellten Divisionen, den Spezialoperationen, gingen später die Green Berets hervor, die Aaron Bank und Russell Volckmann von Beginn an prägten.
Unter McClure’s Anleitung entstand 1952 die Schule für psychologische Kriegführung in Fort Bragg (North Carolina), wo er ebenso die 10th Special Forces Group aufbaute.
Der CSA J. Lawton Collins, dem McClure’s Beschäftigung mit Spezialaufgaben bereits zu lange andauerte, ernannte ihn 1953 zum Chef der amerikanischen Militärmission im Iran, in der er enge Kontakte mit dem Schah Mohammad Reza Pahlavi und dessen Militärs herstellte. Wie versprochen beförderte ihn Collins zum Generalmajor, bevor er 1956 pensioniert wurde. McClure starb an einem Herzinfarkt. Er war eng mit Charles Douglas Jackson befreundet.

## Verweise